# Juan Cruz Varela
Juan Cruz Varela (* 23. November 1794 in Buenos Aires; † 23. Juni 1839 in Montevideo) war ein argentinischer Schriftsteller, Journalist und Politiker.
In Vorbereitung auf eine theologische Laufbahn besuchte Varela das Colegio Montserrat in Córdoba und studierte bis 1816 an der Universidad de Córdoba. 1817 erschien sein Gedicht Elvira. Im Folgejahr veröffentlichte er einen Canto auf den Sieg der chilenischen Unabhängigkeitsbewegung in der Schlacht von Maipú, 1820 eine Elegie auf den Tod des Generals Manuel Belgrano. Es verfasste weitere Gedichte, darunter 1827 den berühmten Triunfo de Ituzaingó, und 1828 erschien eine Colección de Poesías Patrióticas, 1831 die Poesías completas. Daneben trat er als Dramatiker mit den Tragödien Dido (1823), Argia (1824) und Idomeneo (1825) hervor.
Unter dem Gouverneur Martín Rodríguez wurde Varela 1821 Abgeordnete der Provinz Buenos Aires. Er wurde ein Freund des ersten argentinischen Präsidenten Bernardino Rivadavia und 1826 Sekretär des Congreso General de las Provincias Unidas del Río de la Plata. Daneben gründete und leitete Varela in den 1820er Jahren mehrere liberale Zeitungen in Buenos Aires, darunter El Pampero und El Mensajero Argentino (1825–1827), El Granizo und El Porteño (1827) und El Tiempo (1828–1829).
Nach der Absetzung Rivadavias ging Varela mit seinem jüngeren Bruder Florencio nach Montevideo und gab dort mit ihm die Zeitschrift der Opposition gegen den Diktator Juan Manuel de Rosas El Patriota heraus.